# Далматински тип обале
Далматински тип обале стручни је појам за једну од две врсте тзв. складних обала које карактерише изглед издужених острва, канала, увала и полуострва који се протежу паралелно са обалом и већим рељефним облицима.
Овај географски израз за ову врсту обале добио је име по обали средње Далмације. То је врста разведене обале на којој се главни елементи рељефа и структуре острва пружају паралелно са онима на копну (планине, кршка поља итд.). Острва се протежу дуж обале, а структура и рељеф обала и острва се поклапају.
Далматински тип обале настаје када пејзаж компаративних планинских гребена и долина тоне са нивом постглацијалног мора, тако да долине постају канали и издужени заливи, а виши делови постају острво. Ова врста обале је веома ретка, а један од главних примера изван Јадрана су острва Ментаваи уз западну обалу Суматре.